# Klovner i Kamp
Klovner i Kamp er en norsk hiphopgruppe. Gruppen blev dannet i 1994, på det tidspunkt som en duo med Alis (Aslak Hartberg) og Dr. S (Sveinung Eide) ved roret. Kort tid efter fik bandet et nyt medlem, "Dane" eller "Dansken" (Esben Selvig). Klovner i Kamp havde denne trio i flere år før de i 2000 med sig fik Finger'n (Thomas Gullestad) eller Goldfinger som sidste og fjerdemand på holdet. Mens Goldfinger var dj og lavede beatene til sangene, holdt de 3 øvrige medlemmer sig til at skrive teksterne og indspille dem.
I 1999 dannede Klovner i Kamp og bandet Oslo Fluid – som Alis også var medlem af – pladeselskabet City Connections som blandt andet udgav verdens første rapalbum på norsk, Schwin (album) i 2000.
Da bandet havde sin afslutningskoncert på Rockefeller den 1. september 2006, kunne de tage en velfortjent "pause". Klovner i Kamp er de størst sælgende norske rapartister gennem tiderne. De solgte over 30.000 eksemplarer af albummet Bjølsen hospital, der blev udgivet i 2001 og de har vundet flere anerkendte og respektable priser indenfor norsk sprog og musik.
Flere af medlemmerne fra Klovner i kamp er nu medlemmer ag skranglebandet Yoga Fire sammen med deres tidligere rap-kollega Apollo og deres tidligere lydmand Søren "Posen" Brandt.
Den 4. juli 2009 spillede de en genforeningskoncert på Roskilde Festivalen i Danmark.

## Medlemmer
- Aslak Hartberg, "Alis"
- Sveinung Eide, "Dr. S"
- Esben Selvig, "Dansken"
- Thomas Gullestad, "Goldfinger"

## Diskografi

### Studiealbummer
- Schwin – 2000
- Bjølsen hospital – 2001
- Kunsten å fortelle – 2003
- Ørnen Tek Ikkje Unga – 2005

### EP-er
- Bare meg EP – 1999
- Tykt og tynt EP – 2001
- Fritt vilt  EP - 2003
- Kjærlighetstrilogien EP - 2016

### Singler
- "Et Juleevangelium" – 2005
- "Langt å gå" – 2015
- "Hollywood" – 2017
- "Heimebane" – 2019
- "Herregud" – 2020

## Priser og udmærkelser
- Spellemannprisen 2001 i klassen hiphop for albummet Bjølsen hospital
- Edvart prisen under kategorien "tekst til musikk" for sangen Nattens sønner